# 5157 Хіндеміт
5157 Хіндеміт (5157 Hindemith) — астероїд головного поясу, відкритий 27 жовтня 1973 року.
Тіссеранів параметр щодо Юпітера — 3,173.